# اعتلال الشبكية
اعتلال الشبكية هو ضرر حاد أو مزمن في شبكية العين. قد يحدث ويتطور اعتلال الشبكية بسبب التهابات مستمرة في العين أو تغيرات في الأوعية الدموية المغذية لها دون أن يشعر بها المريض. اعتلال الشبكية قد يكون عرض مصاحب لأمراض أخرى في الجسم كالضغط أو السكري في كثير من الأحيان. اعتلال الشبكية السكري هو أحد أهم أسباب العمى عند كبار السن.   

## فسيولوجية المرض
بعض أسباب اعتلال الشبكية تشمل:
- مرض السكري، حيث يؤدي إلى ما يعرف باعتلال الشبكية السكري.
- ارتفاع ضغط الدم الشرياني حيث يؤدي إلى اعتلال الشبكية بفرط ضغط الدم.
- اعتلال الشبكية عند الأطفال الخدج بسبب الولادة المبكرة قبل اكتمال مرحلة الحمل الطبيعية (9 أشهر).
- اعتلال الشبكية الإشعاعي بسبب التعرض لإشعاعات مؤينة.
- اعتلال الشبكية الشمسي بسبب التعرض لأشعة الشمس المباشرة.
- فقر الدم المنجلي.
- واعتلال الشبكية الثانوي لفقر الدم (بما في ذلك، نقص فيتامين بي12).[4]
- أمراض في الأوعية الدموية الشبكية مثل انسداد الشريان الشبكي أو انسداد الوريد الشبكي.
- الإصابات، خاصة اصابات الرأس مما يؤدي إلى ما يعرف باعتلال الشبكية بحسب بيرتشر.
- اعتلال الشبكية المتعلق بفرط اللزوجة كما يحدث في الأمراض التي تؤدي إلى وجود البارابروتين في الدم.

الكثير من أنواع اعتلال الشبكية هي من النوع التكاثري الناتج عن تكون أوعية دموية جديدة في الشبكية. تكاثر هذه الأوعية الدموية هو المسبب الرئيسي للعمى أو لاضطراب شديد في البصر خصوصاً إن كانت بقعة الشبكية أو مركز الإبصار متأثر بهذا التكاثر. 
في بعض الحالات النادرة قد يحدث اعتلال الشبكية نتيجة أمراض جينية مثل متلازمة آلستروم ومتلازمة باردت بيدل.
يتم تشخيص اعتلال الشبكية من قبل طبيب عيون من خلال فحص العين. طريقة العلاج تعتمد على المرض المسبب لاعتلال الشبكية.

## كشف المرض عن بعد
هناك برامج تطبيب عن بعد (Telemedicine) تسمح بأخذ صور للشبكية بواسطة كاميرات وأجهزة مختصة في العيادات الأولية ومن ثم إرسال الصور إلكترونيا إلى مختصين في أماكن أخرى لمراجعتها. في 2009، أقام مركز صحة المجتمع برنامج تطبيب عن بعد يهتم بالكشف عن اعتلال الشبكية السكري لمرضى السكري ذوي الدخل المحدود كجزء من زيارتهم السنوية لمركز الصحة المعتمد.

## العلاج
العلاج يعتمد على سبب اعتلال الشبكية وقد يتضمن العلاج بالليزر للشبكية. أظهرت العلاجات الحديثة التي تستهدف تكاثر الأوعية الدموية وتحد منها نتائج واعدة. يلعب عامل نمو بطانة الأوعية الدموية (Vascular endothelial growth factor) دورا هاما في تحفيز تكاثر الأوعية الدموية. وجدت الأبحاث أن استخدام مثبطات عامل النمو البطاني الوعائي يؤدي إلى انخفاض ملحوظ في مدى تكاثر الأوعية الدموية. وهناك عدة علاجات بمثبطات عامل النمو البطاني الوعائي تحت الدراسات الاكلينيكية والمخبرية. 

## اتطلع أيضا على
أمراض العين